# Bryan Silva Garcia
Bryan Silva Garcia (Belo Horizonte, 1992. március 28. –), legtöbbször egyszerűen Bryan, brazil labdarúgó, a Ponte Preta hátvédje kölcsönben az América-MG csapatától.